# Tord Gustavsen

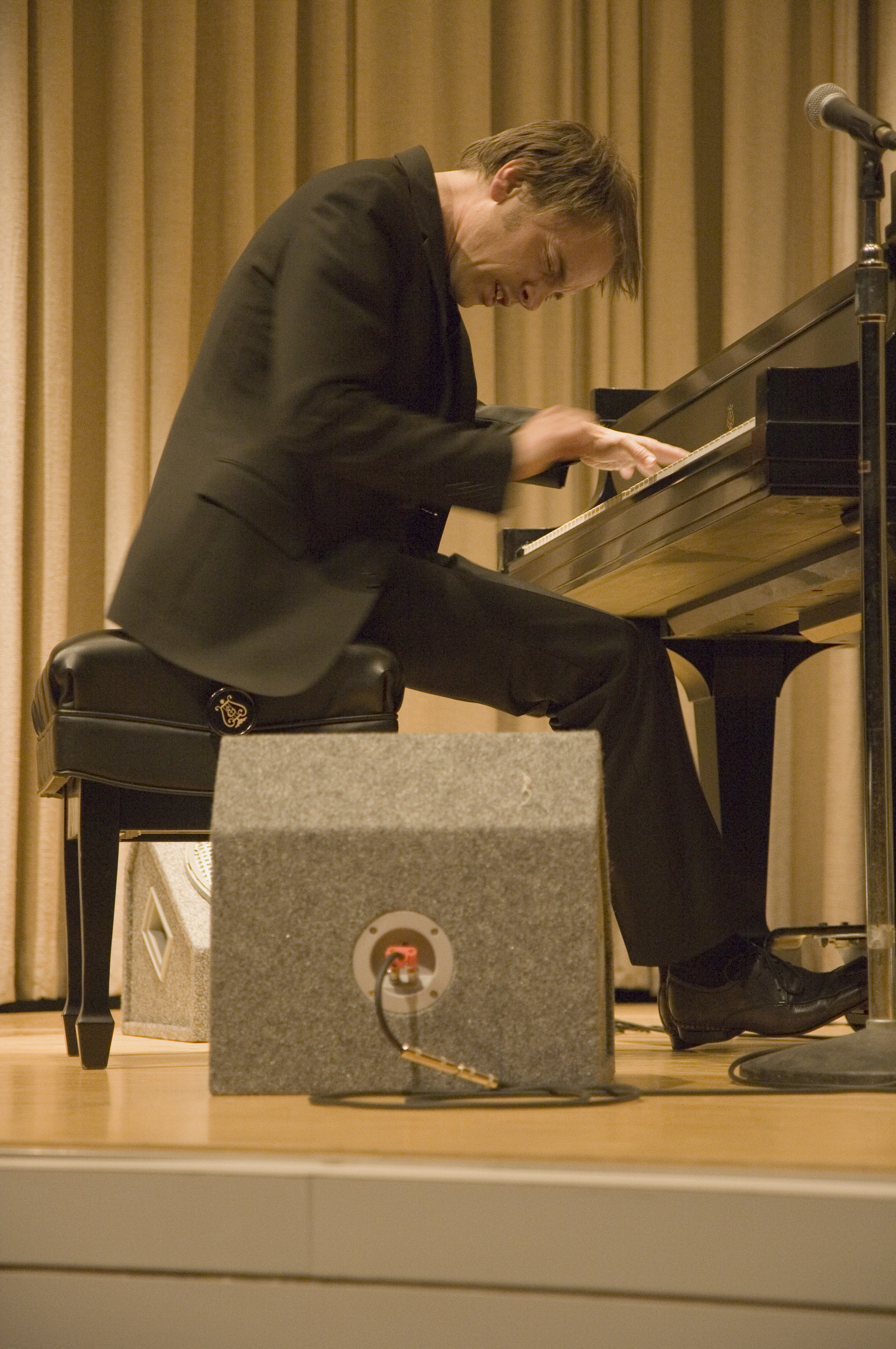
Tord Gustavsen en 2007.

Tord Gustavsen (Oslo, 15 de octubre de 1970) es un músico pianista noruego, especializado en jazz. 
Estudió en el conservatorio de Trondheim y en la Universidad de Oslo. Ha hecho varias giras internacionales y lidera un trío musical bajo su mismo nombre. 

## Teoría musical[1]
En el ámbito de la musicología, su principal interés ha sido la psicología y fenomenología de la improvisación. Es autor de una tesis titulada "Improvisasjonens dialektiske utfordringer". También ha escrito un ensayo en inglés bajo el título The Dialectical Eroticism of Improvisation. Está basado en la teoría de la psicología dialéctica de los autores Helm Stierlin y Anne-Lise Løvlie Schibbye.

## Discografía

### Tord Gustavsen Trio
- Changing Places (2003)
- The Ground (2004)
- Being There (2007)
- The Other Side (2018)
- Opening (2022)

### Tord Gustavsen Quartet
- The Well (2012) (ECM)
- Extended Circle (2014) (ECM)

### Aire & Angels
- aire & angels (1999)
- aire & angels II (2002)

### Nymark Collective
- First meeting (2000)
- Contemporary tradition (2002)
- Bessie Smith Revisited - Live in concert (2008) - with Kristin Asbjørnsen

### Silje Nergaard
- Port of call (2000)
- At first light (2001)
- Nightwatch (2003)
- The Essential + Live in Koln[DVD] (2005)

### SKRUK
- SKRUK / Rim Banna Krybberom (2003)
- SKRUK / Torun Sævik / Cecilie Jørstad Sommerlandet (2004)
- SKRUK / Nymark Collective dype stille sterke milde (2006)
- SKRUK & Mahsa Vahdat: I vinens speil (2010) (Kirkelig Kulturverksted)

### Otros proyectos
- Carl Petter Opsahl Indigo-dalen (2001)
- Funky Butt Whoopin (2001)
- Ulrich Drechsler Quartet Humans & Places (2006)
- Various Artists Sorgen og gleden (2008)
- Carl Petter Opsahl: Love, the Blues (2008) (Park Grammofon)
- Solveig Slettahjell: Natt i Betlehem (2008) (Kirkelig Kulturverksted)
- Kristin Asbjørnsen: The Night Shines Like the Day (2009) (Universal)
- Tord Gustavsen Ensemble: Restored, Returned (2009/2010) (ECM)
- Solveig Slettahjell: Arven (2013) (Universal)
- Tord Gustavsen with Simin Tander and Jarle Vespestad: What was said (2016) (ECM)